# 香川県道282号高松琴平線
香川県道282号高松琴平線（かがわけんどう282ごう たかまつことひらせん）は、香川県高松市から仲多度郡琴平町に至る一般県道である。

## 概要
起点は国道11号との交点である勅使交差点。そこから南西へ香川県内陸部の高松市円座、綾川町北部（旧綾南町域）、丸亀市綾歌町などを経由して金刀比羅宮の門前町である琴平町の榎井交差点（国道319号交点）に至る。
母体は江戸時代以降、全国的に盛んになった金毘羅参りの参詣道として栄えた琴平街道（琴平側から見た別称は高松街道）であり、沿線には現在も燈篭や地蔵堂、鳥居などが残っている。同様の歴史を持つ香川県道266号勅使室新線の延長上にあり、かつては全線が国道32号に指定されていたが、円座バイパスおよび綾南・綾歌・満濃バイパスの全通開通により国道から県道に変更された。
香川県の県道ではもっとも大きな番号を持つ県道である。

### 路線データ
- 本線（Google マップ）
- 起点：香川県高松市勅使町（勅使交差点、国道11号高松南バイパス交点、香川県道266号勅使室新線起点）
- 終点：香川県仲多度郡琴平町榎井（榎井交差点、国道319号・香川県道206号原田琴平線交点）
- 総延長：23.868 km[1]
- 車線数
  - 起点 - 小野交差点：2車線[要出典]
  - 小野交差点 - 丸亀市綾歌町岡田東：4車線（国道32号綾南・綾歌・満濃バイパス重複区間）[要出典]
  - 丸亀市綾歌町岡田東字一本木 - 終点：2車線[要出典]
- 最高速度
  - 起点 - 小野交差点：40 km/h[要出典]
  - 小野交差点 - 丸亀市綾歌町岡田東字一本木：60 km/h（国道32号綾南・綾歌・満濃バイパス重複区間）[要出典]
  - 丸亀市綾歌町岡田東字一本木 - 仲多度郡まんのう町羽間2951番地18地先：40 km/h[要出典]
  - 仲多度郡まんのう町羽間2951番地18地先 - 祓川橋東詰交差点：50 km/h[要出典]
  - 祓川橋東詰交差点 - 終点：40 km/h[要出典]

## 歴史
- 1920年（大正9年） - 琴平街道が県道に指定される。
- 1933年（昭和8年）6月5日 - 滝宮橋竣工式。
- 1970年（昭和45年） - 国道32号に指定される。
- 時期不明 - その後、高松市から綾歌郡綾南町（現・綾川町）間のバイパス開通区間が香川県道276号高松綾南線に変更。
- 2006年（平成18年）3月28日 - 平成18年香川県告示第256号により、旧・国道32号の丸亀市綾歌町岡田上字室塚から榎井交差点と香川県道276号全線を併せて香川県道282号高松琴平線に認定される（小野交差点から丸亀市綾歌町岡田東字一本木は国道32号重複。香川県道276号は廃止となった。）。
- 2015年（平成27年）4月1日 - 国道32号の旧道区間がすべて香川県および丸亀市に移管された事に伴い、栗熊駅前後などの丸亀市道区間を除き、国道32号の旧道区間はすべて、香川県道282号高松琴平線の単独区間となった[3]。

## 路線状況

### 通称
- 琴平街道
- 高松街道
- 旧国道32号

### 重複区間
- 国道32号（高松市円座町・成合大橋西交差点 - 高松市円座町・下円座交差点）
- 香川県道17号府中造田線（綾歌郡綾川町陶）
- 香川県道277号香川坂出丸亀自転車道線（綾歌郡綾川町滝宮）
- 国道32号（綾歌郡綾川町小野 - 丸亀市綾歌町岡田下）
- 国道377号（丸亀市綾歌町栗熊東・新羽床口交差点 - 丸亀市綾歌町岡田下）
- 香川県道46号長尾丸亀線（仲多度郡まんのう町羽間）
- 香川県道199号炭所西善通寺線（仲多度郡まんのう町羽間 - 仲多度郡まんのう町吉野下・祓川橋西詰交差点）

### 道路施設

#### 橋梁
起点から
- 成合橋（高松市成合町、香東川）
- 滝宮橋（綾歌郡綾川町、綾川）

1933年（昭和8年）完成の開腹アーチ橋。橋の下流側には滝宮公園。2011年（平成23年）、土木学会選奨土木遺産に選定されている。
- 祓川橋（仲多度郡まんのう町羽間 - 仲多度郡まんのう町吉野下、土器川）

香川県を流れる土器川のうち、琴平街道が通る中流のあたりでは別名の祓川と呼ばれている。これは金刀比羅宮への参拝者がこの川で身を祓い清めたためと言われている。また、祓川橋の西側の道路上に金刀比羅宮の鳥居があるため、県道降格前は鳥居をくぐる珍しい国道として知られていた。

## 地理

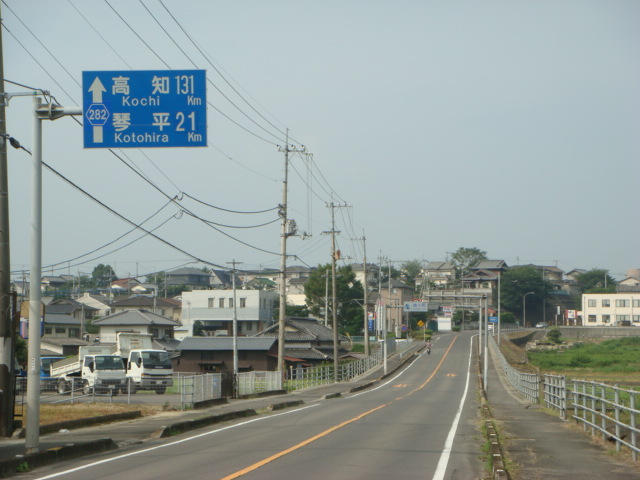
旧国道32号のため案内板に高知が表示されている。
高松市国分寺町福家

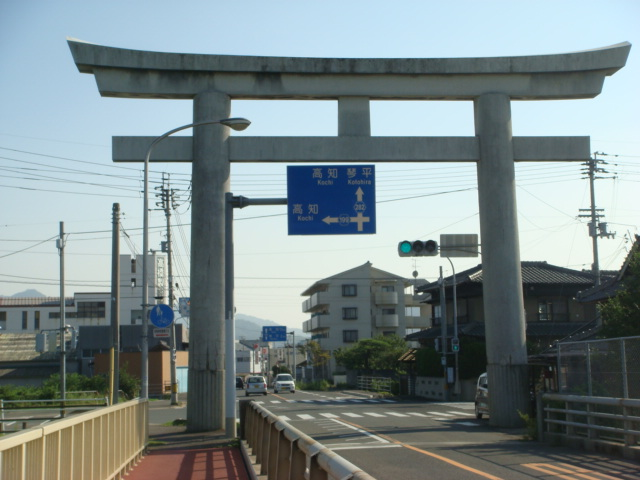
道路上にある鳥居
まんのう町吉野下の祓川橋

### 通過する自治体
- 高松市
- 綾歌郡綾川町
- 丸亀市
- 仲多度郡まんのう町
- 仲多度郡琴平町

### 交差する道路

#### 本線
| 交差する道路                                                                 | 市町村名 | 市町村名   | 交差する場所 | 交差する場所       |
| ---------------------------------------------------------------------------- | -------- | ---------- | ------------ | ------------------ |
| 国道11号 香川県道266号勅使室新線                                             | 高松市   | 高松市     | 勅使町       | 勅使交差点 / 起点  |
| 香川県道171号国分寺太田上町線                                                | 高松市   | 高松市     | 勅使町       | 高松市勅使町交差点 |
| 香川県道269号塩江香川高松自転車道線                                          | 高松市   | 高松市     | 成合町       |                    |
| 国道32号 重複区間起点 香川県道44号円座香南線                                 | 高松市   | 高松市     | 円座町       | 成合大橋西交差点   |
| 国道32号 重複区間終点                                                        | 高松市   | 高松市     | 円座町       | 下円座交差点       |
| 香川県道12号三木国分寺線                                                     | 高松市   | 高松市     | 円座町       | 高松市円座町交差点 |
| 香川県道44号円座香南線 / バイパス 香川県道178号山崎御厩線 重複               | 高松市   | 高松市     | 西山崎町     |                    |
| 香川県道170号岡本香川線                                                      | 高松市   | 高松市     | 西山崎町     | 高松市岡本町交差点 |
| 香川県道39号国分寺中通線                                                     | 高松市   | 高松市     | 国分寺町福家 | 国分寺町福家交差点 |
| 香川県道13号三木綾川線                                                       | 綾歌郡   | 綾川町     | 陶           | 新開交差点         |
| 香川県道17号府中造田線 重複区間起点                                          | 綾歌郡   | 綾川町     | 陶           |                    |
| 香川県道17号府中造田線 重複区間終点                                          | 綾歌郡   | 綾川町     | 陶           | 綾川町陶交差点     |
| 香川県道185号造田滝宮線                                                      | 綾歌郡   | 綾川町     | 萱原         |                    |
| 香川県道183号綾川国分寺線 香川県道184号綾川府中線                            | 綾歌郡   | 綾川町     | 滝宮         |                    |
| 香川県道277号香川坂出丸亀自転車道線 重複区間起点                             | 綾歌郡   | 綾川町     | 滝宮         |                    |
| 香川県道277号香川坂出丸亀自転車道線 重複区間終点                             | 綾歌郡   | 綾川町     | 滝宮         |                    |
| 国道32号 重複区間起点                                                        | 綾歌郡   | 綾川町     | 小野         |                    |
| 国道377号 重複区間起点                                                       | 丸亀市   | 丸亀市     | 綾歌町栗熊東 | 新羽床口交差点     |
| 香川県道22号善通寺綾歌線                                                     | 丸亀市   | 丸亀市     | 綾歌町栗熊東 |                    |
| 国道32号 重複区間終点 国道377号 重複区間終点                                 | 丸亀市   | 丸亀市     | 綾歌町岡田下 |                    |
| 香川県道47号岡田善通寺線                                                     | 丸亀市   | 丸亀市     | 綾歌町岡田下 |                    |
| 国道438号                                                                    | 丸亀市   | 丸亀市     | 綾歌町岡田下 | 岡田交差点         |
| 香川県道195号岡田丸亀線                                                      | 丸亀市   | 丸亀市     | 綾歌町岡田上 |                    |
| 香川県道282号高松琴平線支線                                                  | 丸亀市   | 丸亀市     | 綾歌町岡田上 |                    |
| 国道32号                                                                     | 仲多度郡 | まんのう町 | 羽間         | [ 注釈 1 ]         |
| 香川県道46号長尾丸亀線 重複区間起点 香川県道199号炭所西善通寺線 重複区間起点 | 仲多度郡 | まんのう町 | 羽間         |                    |
| 香川県道46号長尾丸亀線 重複区間終点                                          | 仲多度郡 | まんのう町 | 羽間         | 祓川橋東詰交差点   |
| 香川県道199号炭所西善通寺線 重複区間終点                                     | 仲多度郡 | まんのう町 | 吉野下       | 祓川橋西詰交差点   |
| 香川県道200号まんのう善通寺線                                                | 仲多度郡 | まんのう町 | 吉野下       | 四條交差点         |
| 香川県道・徳島県道4号丸亀三好線                                              | 仲多度郡 | 琴平町     | 榎井         |                    |
| 国道319号 香川県道206号原田琴平線                                            | 仲多度郡 | 琴平町     | 榎井         | 榎井交差点 / 終点  |

#### 支線
全線丸亀市綾歌町岡田上地内。満濃バイパス開通時の暫定連絡路。
- 香川県道282号高松琴平線本線
- 国道32号（室塚交差点）

### 交差する鉄道
- 高松琴平電気鉄道琴平線

### 沿線
- 高松南郵便局
- 西村ジョイ本社
- ハッピードライビングスクール（成合自動車学校）
- 高松市立香東中学校
- 高松市立円座小学校
- 綾川町立陶小学校
- 綾川町立綾川中学校
- 琴平町立榎井小学校
- 滝宮天満宮
- 丸亀警察署 栗熊駐在所
- 高松琴平電気鉄道琴平線
  - 岡本駅 - 挿頭丘駅 - 畑田駅 - 陶駅 - 滝宮駅 - 羽間駅